# Чутівська волость
Чутівська волость — адміністративно-територіальна одиниця Полтавського повіту Полтавської губернії з центром у селі Чутове.
Станом на 1885 рік — складалася з 13 поселень, 15 сільських громад. Населення 9018 — осіб (4406 осіб чоловічої статі та 4612 — жіночої), 1551 дворових господарств.

Старшинами волості були:
- 1900 року селянин Федір Іванович Почовний[2];
- 1904—1915 роках селянин Дмитро Петрович Кулик[3],[4],[5].